# Décennie 1490 en arts plastiques
Chronologie des arts plastiques
Années 1480 - Années 1490 - Années 1500
Cet article concerne les années 1490 en arts plastiques.

## Événements
- 1493 : publication de La Chronique de Nuremberg d'Hartmann Schedel, un incunable qui contient 1 809 gravures produites à partir de 645 blocs de bois. Réalisées dans l'atelier de Michael Wolgemut, il est probable que son apprenti Albrecht Dürer y ait participé[1],[2].
- 20 janvier 1494 : tempête de neige à Florence ; Pierre II de Médicis fait appeler Michel-Ange pour réaliser une statue de neige dans la cour du palais Médicis[3].
- Octobre 1494 : Michel-Ange quitte Florence et se rend à Bologne (1494-1495) puis à Venise[4]. Il rentre à Florence en 1495, puis séjourne à Rome de 1496 à 1501[5].
- 1494-1495 : Albrecht Dürer séjourne à Venise où il rencontre Giovanni Bellini[6].
- 21 mars 1496 : inauguration à Venise de la statue du Colleone, moulée en bronze par Alessandro Leopardi sur le projet de Andrea del Verrocchio[7].

- 27 octobre 1496 : Juan de Flandes devient peintre de la reine Isabelle Ire de Castille[8].
- 1497 : Albrecht Dürer met au point un réseau commercial assurant la plus large diffusion de ses gravures dans les foires[9].

## Réalisations
- Vers 1485/1490-1500 : La Mort de l'avare, huile sur bois de Jérôme Bosch[10].
- Vers 1489-1490 : Portrait de Michel Marulle de Sandro Botticelli[11].
- 13 juillet 1490 : Jean de Kastav achève les fresques de l'Église de la Sainte Trinité, à Hrastovlje, en Croatie, représentant une danse macabre[12].

- Vers 1490 :
  - Retable de San Marco ou Couronnement de la Vierge, panneau de Sandro Botticelli[13].
  - Madone Litta, tableau conçu par Léonard de Vinci, exécuté par Giovanni Antonio Boltraffio ou Marco d'Oggiono[14].

- 1490-1495 : La Légende de sainte Ursule, cycle de peintures de Vittore Carpaccio[15].

- Vers 1490-1495 : Triptyque de la famille Sedano, de Gérard David[16].
- Vers 1490-1500 : 
  - Vierge à l'Enfant entre sainte Catherine et sainte Madeleine[17], Allégorie chrétienne[18], et la série des Quatre Allégories[19], tableaux du peintre italien Giovanni Bellini.
  - Le Couronnement d'épines, de Jérôme Bosch[20].

- 1491 : Triptyque Greverade, de Hans Memling[21].
- 1491-1492 : Vierge à l'escalier, premier bas-relief connu sculpté par Michel-Ange[22].
- 1491-1508 : seconde version de La Vierge aux rochers, de Léonard de Vinci[23].

- Vers 1492 :
  - Combat des Lapithes et des Centaures, relief de Michel-Ange[24].
  - La Descente dans les limbes, tableau d'Andrea Mantegna[25].
- 1492-1494 : crucifix en bois polychrome de Michel-Ange à la basilique Santa Maria del Santo Spirito à Florence[26].
- 1493 : Portrait de l'artiste tenant un chardon, peinture  d'Albrecht Dürer[27].
- 1493-1494 : L'Homme de douleurs, peinture  d'Albrecht Dürer[6].
- 1493-1499 : Saint Dominique présidant le tribunal de l'Inquisition, tableau de Pedro Berruguete[28].
- Vers 1493 : Portrait de Blanche-Marie Sforza, de Giovanni Ambrogio de Predis[29].

- 1494-1495 :
  - Le Miracle de la relique de la Croix au pont du Rialto,  tableau de Vittore Carpaccio[30].
  - La Calomnie d'Apelle, tableau de Sandro Botticelli[13].
- 1494-1497 : Andrea Mantegna peint le Retable Trivulzio[31].

- 1495 :
  - Haboku sansui, ou paysage dans la technique du haboku (encre brisée), peinture monochrome à l'encre sur papier du peintre japonais Sesshū[32].
  - Crucifixion, fresque de Donato Montorfano pour le réfectoire de l'église Santa Maria delle Grazie à Milan[33].
- Vers 1495 :
  - Vierge à l'Enfant, tableau de Cima da Conegliano[34].
  - L'Épiphanie ou  L'Adoration des Mages, huile sur bois de Jérôme Bosch[35].
  - Saint Augustin dans son cabinet de travail, tableau de Sandro Botticelli[13].
- 1495-1496 : Cupidon dormant sculpture en marbre de Michel-Ange, perdue[5].
- 1495-1497 :
  - Léonard de Vinci travaille sur La Cène, fresque murale pour le réfectoire du monastère de Santa Maria delle Grazie, à Milan[36].
  - La Belle Ferronnière, tableau attribué à Léonard de Vinci et à son atelier[37].
  - Vierge à l'Enfant, peinture de Cima da Conegliano[38].
- 1495-1500 : Judith et Holopherne, tableau attribuée à Andrea Mantegna[39].

- 1496 :
  - La Belle Princesse dessin attribué à Léonard de Vinci[37].
  - Procession sur la place Saint-Marc, peinture de Gentile Bellini[40].
  - La Vierge de la Victoire, peinture d'Andrea Mantegna[41].
  - Portrait de Frédéric III de Saxe, peinture d'Albrecht Dürer[6].
- Vers 1496 :
  - Le Fils prodigue parmi les pourceaux, gravure d’Albrecht Dürer[42].
  - L'Ascension du Christ en présence de la Vierge et des apôtres peinture religieuse du Pérugin[43].
- 1496-1497 : Le Bain des hommes, gravure d’Albrecht Dürer[42].

- 1496-1498 : L’Apocalypse, série de gravures d’Albrecht Dürer[42].
- 1496-1499 : Vierge de l'Oranger (1496-1498)[44] et Vierge à l'Enfant intronisée avec les saints (1496-1499)[45], peintures de Cima da Conegliano.

- 1497 :
  - Andrea Mantegna peint le Le Parnasse pour le studiolo d'Isabelle d'Este[46].
  - Retable de Fano du Pérugin pour la Chiesa di Santa Maria Nuova, à Fano (Marches), peut-être avec la contribution du jeune Raphaël[47].

- 1497-1498 : Le Monstre marin, gravure d'Albrecht Dürer[42].
- 1497-1510 : Grande Passion, série de 12 xylographies d'Albrecht Dürer, imprimées en volume en 1511[48].

- 27 août 1498 : l'artiste italien Michel-Ange reçoit la commande de la Pietà, sculpure en marbre pour Saint-Pierre de Rome[46].
- 1498 : Autoportrait aux gants, d'Albrecht Dürer[49].
- Vers 1498 :
  - Fra Bartolomeo peint le portrait de Jérôme Savonarole dans sa cellule au couvent San Marco[50].
  - Déploration du Christ, peinture d'Albrecht Dürer[49].
- 1498-1499 :
  - Livre d'heures de Louis XII, manuscrit enluminé par Jean Bourdichon[51].
  - La Justice de Cambyse, diptyque de Gérard David[52].

- 1499 :
  - La Prière au jardin des Oliviers, peinture de Sandro Botticelli[13].
  - Saint Marc expulsé de la synagogue, de Giovanni di Niccolò Mansueti[53].
  - Portrait d'Oswald Krell et Portraits de Hans et Felicitas Tucher, diptyque, d'Albrecht Dürer[49].

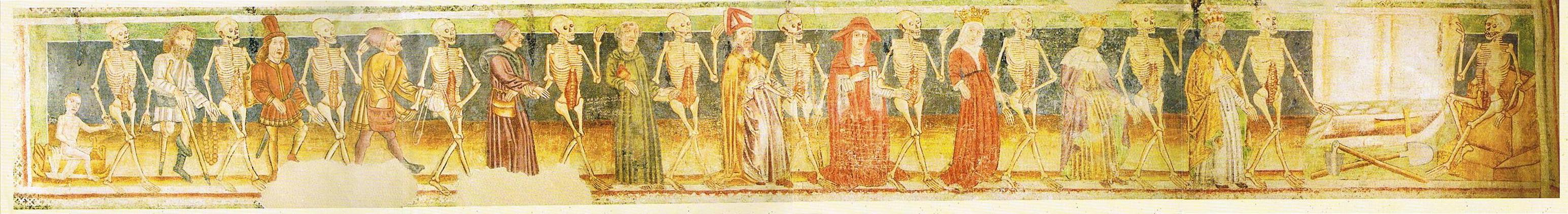
Danse macabre de Hrastovlje.
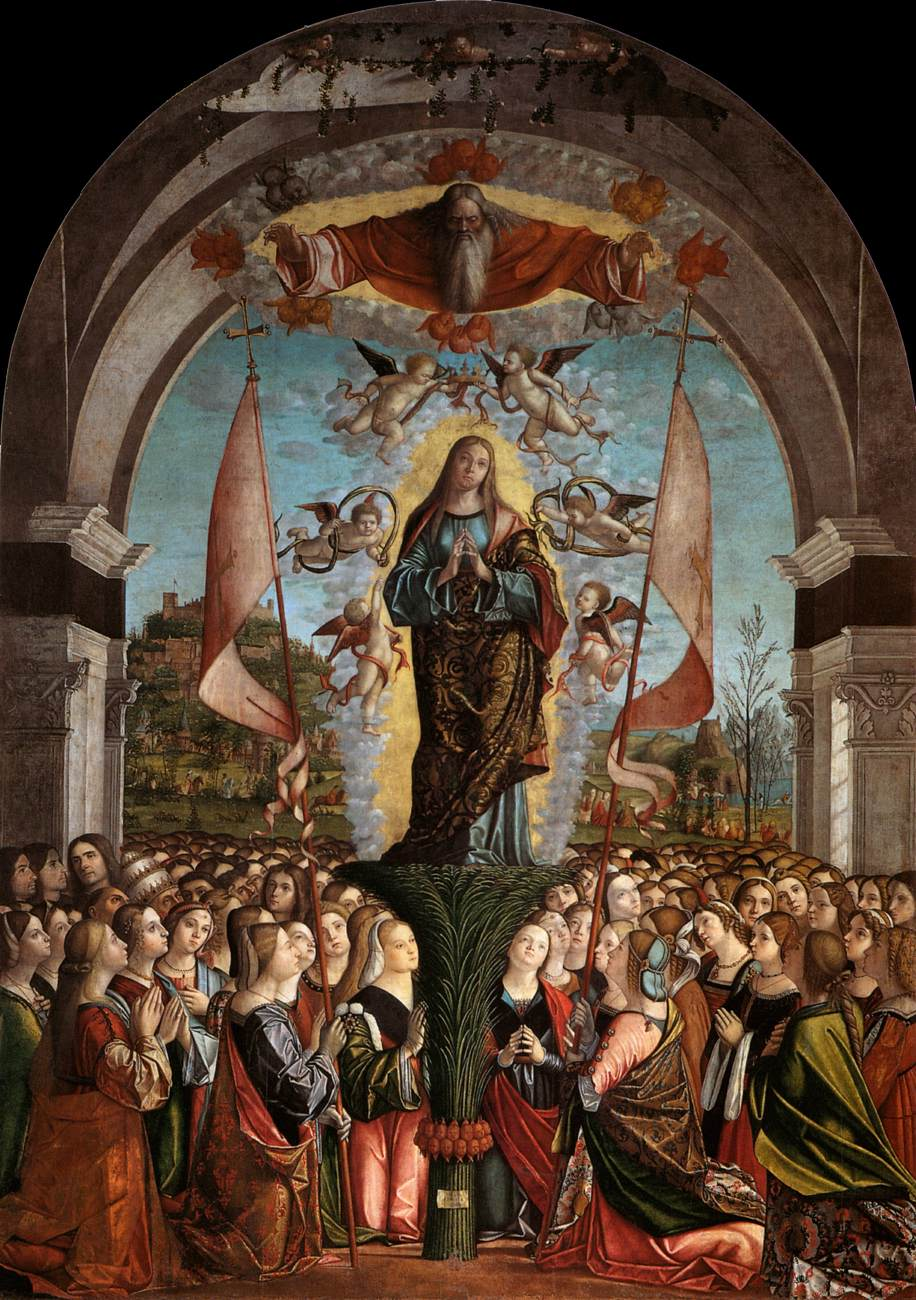
Apothéose de Sainte Ursule, de Carpaccio.
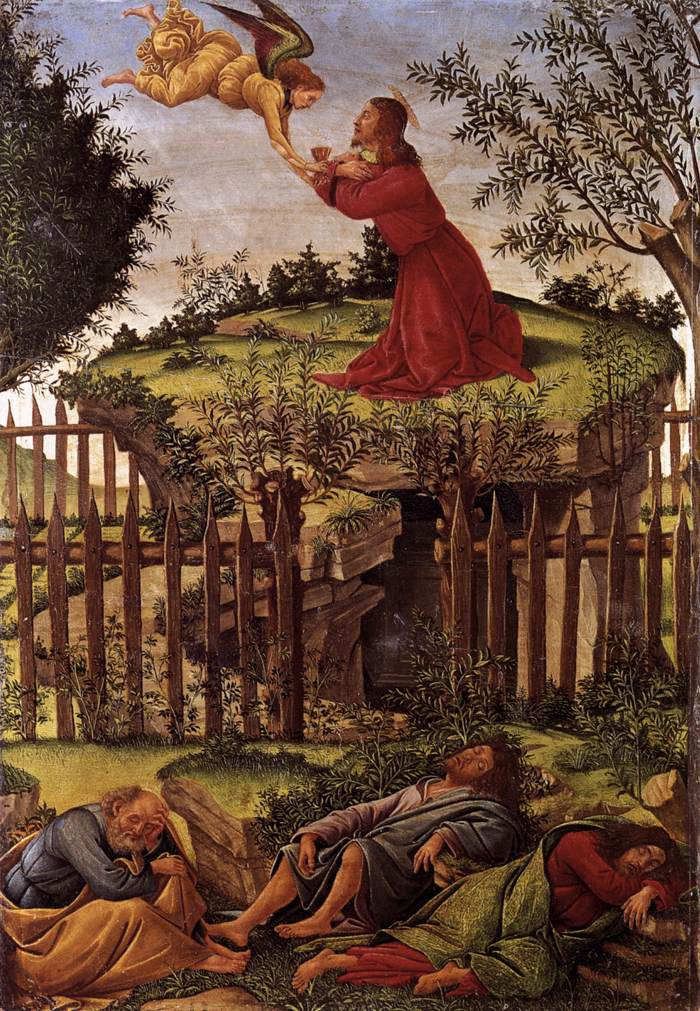
La Prière dans le Jardin des Oliviers, de Sandro Botticelli.
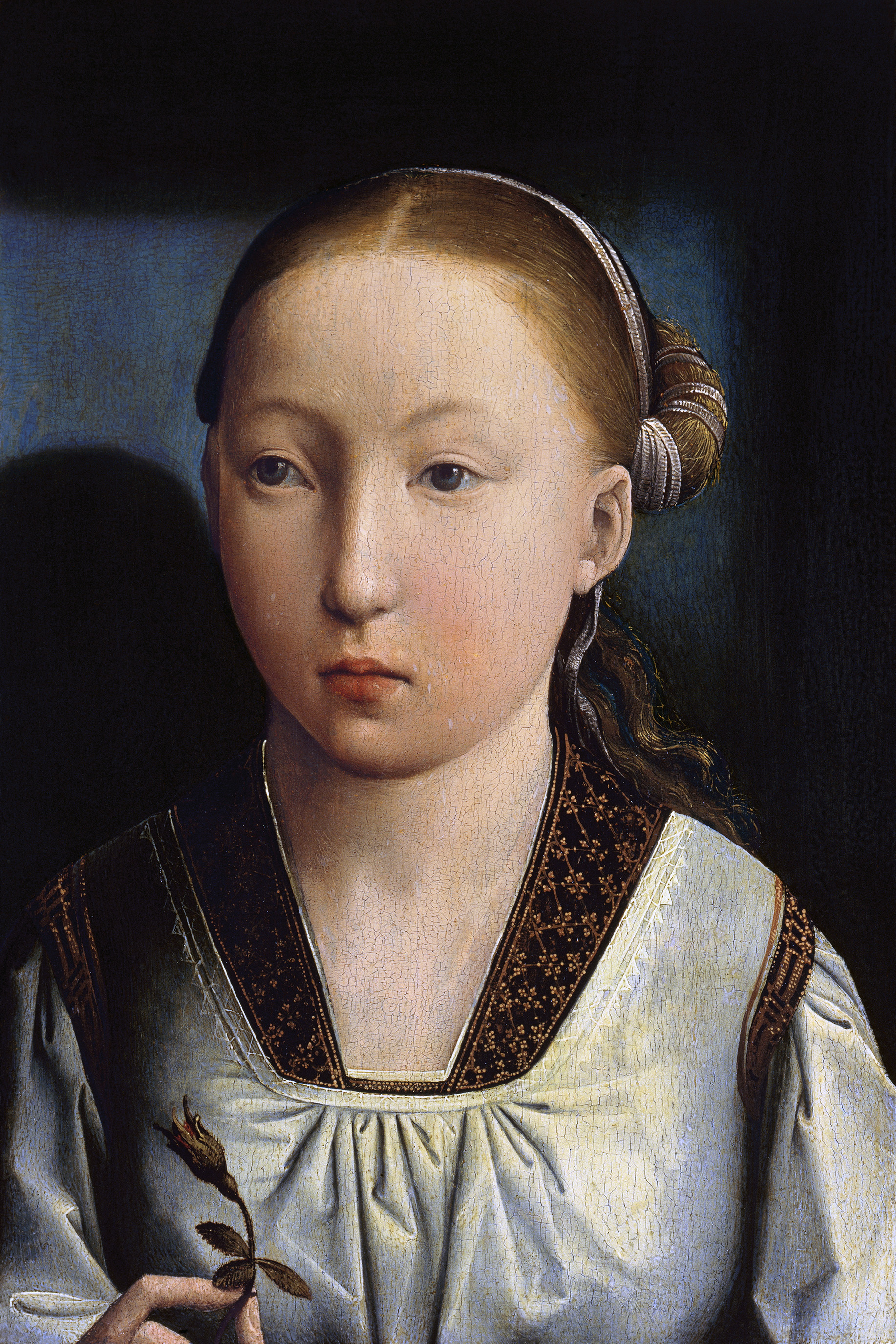
Portrait de Catherine d'Aragon par Juan de Flandes vers 1496.
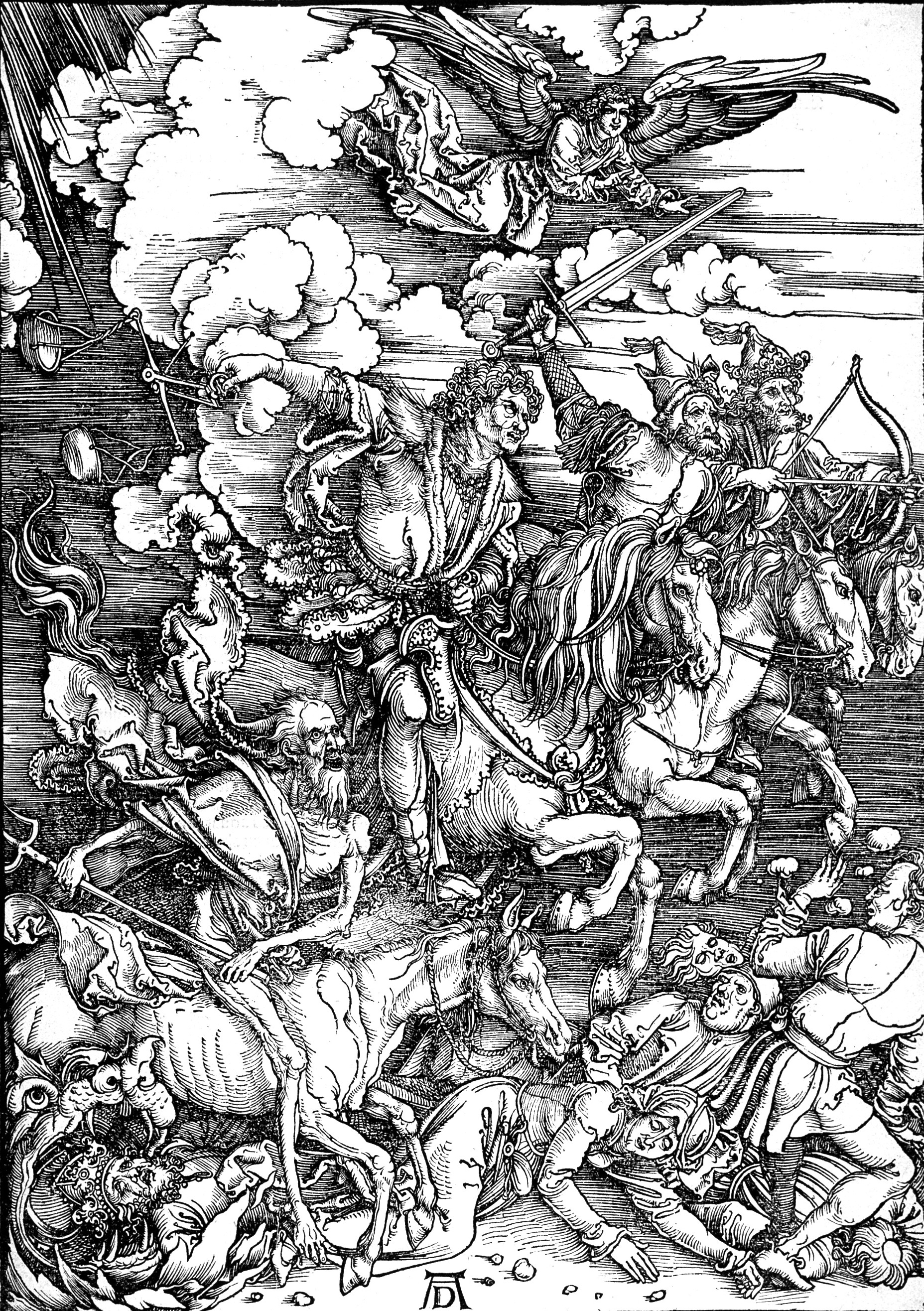
Les Quatre Cavaliers de l'Apocalypse, gravure d'Albrecht Dürer.
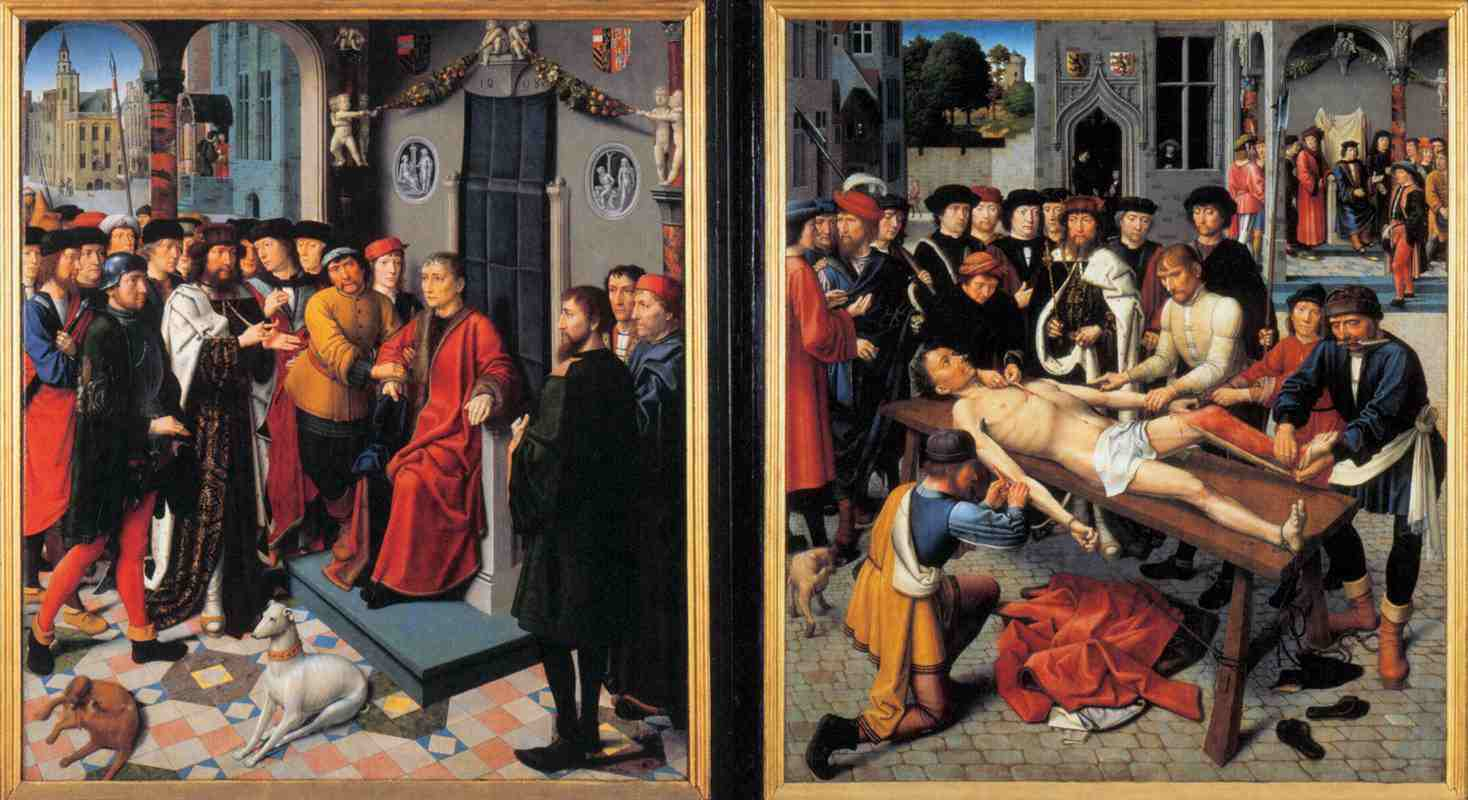
La Justice de Cambyse, diptyque de Gérard David.

## Décès
- 2 février 1491 : Martin Schongauer, peintre allemand[54].
- 1492 : Piero della Francesca, peintre italien.
- 1494 : Hans Memling, peintre allemand.
- 1497 :
  - Benozzo Gozzoli, peintre italien.
  - Dirck Jacobsz, peintre néerlandais.